# 1975-ös úszó-világbajnokság
Az 1975-ös úszó-világbajnokságot július 19. és július 27. között rendezték meg Cali városában, Kolumbiában.
Az első világbajnoksághoz hasonlóan ezen a vb-n is összesen 37 versenyszám' volt. Úszásban 15 férfi, 14 női versenyszám, műugrásban a férfi és női 3 m-es műugrás, illetve a 10 m-es toronyugrás. Szinkronúszásban egyéni, páros, és csapatban avattak világbajnokot. A világbajnokság versenyszámai között volt a férfi vízilabdatorna.
A világbajnokságon 39 ország 682 versenyzője vett részt, amely az első VB-hez képest kevesebb.

## A rendező kiválasztása
A FINA 1972 szeptemberében az olimpia alatt hozta nyilvánosságra, hogy a vb rendezője a kolumbiai Cali lesz.

## Magyar részvétel
Magyarország a világbajnokságon 18 sportolóval képviseltette magát, akik összesen 3 arany- és 1 ezüstérmet szereztek.

### Érmesek
| Érem      | Versenyző                         | Versenyszám | Versenyszám          | Dátum      |
| --------- | --------------------------------- | ----------- | -------------------- | ---------- |
| Aranyérem | Hargitay András                   | úszás       | 400 m-es vegyesúszás | július 23. |
| Aranyérem | Verrasztó Zoltán                  | úszás       | 200 m-es hát úszás   | július 24. |
| Aranyérem | Hargitay András                   | úszás       | 200 m-es vegyesúszás | július 25. |
| Ezüstérem | Magyar férfi vízilabda-válogatott | vízilabda   | férfi vízilabda      | július 27. |

## Éremtáblázat
Jelmagyarázat:
| Kolumbia (rendező ország) | Magyarország |

| Helyezés | Ország                    | Arany | Ezüst | Bronz | Összesen |
| 1        | Amerikai Egyesült Államok | 16    | 11    | 10    | 37       |
| 2        | NDK                       | 11    | 7     | 5     | 23       |
| 3        | Magyarország              | 3     | 1     | 0     | 4        |
| 4        | Szovjetunió               | 2     | 5     | 4     | 11       |
| 5        | Egyesült Királyság        | 2     | 1     | 5     | 8        |
| 6        | NSZK                      | 1     | 2     | 1     | 4        |
| 7        | Ausztrália                | 1     | 2     | 0     | 3        |
| 8        | Olaszország               | 1     | 1     | 2     | 4        |
| 9        | Kanada                    | 0     | 4     | 2     | 6        |
| 10       | Hollandia                 | 0     | 2     | 3     | 5        |
| 11       | Japán                     | 0     | 1     | 3     | 4        |
| 12       | Mexikó                    | 0     | 0     | 1     | 1        |
| 12       | Svédország                | 0     | 0     | 1     | 1        |
| Összesen | Összesen                  | 37    | 37    | 37    | 111      |

## Eredmények

### Úszás
- WR – világrekord (World Record)
- CR – világbajnoki rekord (világbajnokságokon elért eddigi legjobb eredmény) (Championship Record)

#### Férfi
| Versenyszám             | Arany                                                                         | Arany       | Ezüst                                                                                | Ezüst    | Bronz                                                                               | Bronz    |
| ----------------------- | ----------------------------------------------------------------------------- | ----------- | ------------------------------------------------------------------------------------ | -------- | ----------------------------------------------------------------------------------- | -------- |
| 100 m-es gyorsúszás     | Andy Coan · Egyesült Államok                                                  | 51,25 CR    | Vladimir Bure · Szovjetunió                                                          | 51,32    | Jim Montgomery · Egyesült Államok                                                   | 51,44    |
| 200 m-es gyorsúszás     | Timothy Shaw · Egyesült Államok                                               | 1:51,04 CR  | Bruce Furniss · Egyesült Államok                                                     | 1:51,72  | Brian Brinkley · Egyesült Királyság                                                 | 1:53,56  |
| 400 m-es gyorsúszás     | Timothy Shaw · Egyesült Államok                                               | 3:54,88 CR  | Bruce Furniss · Egyesült Államok                                                     | 3:57,71  | Frank Pfütze · NDK                                                                  | 4:01,10  |
| 1500 m-es gyorsúszás    | Timothy Shaw · Egyesült Államok                                               | 15:28,92 CR | Brian Goodell · Egyesült Államok                                                     | 15:39,00 | David Parker · Egyesült Királyság                                                   | 15:58,21 |
|                         |                                                                               |             |                                                                                      |          |                                                                                     |          |
| 100 m-es hátúszás       | Roland Matthes · NDK                                                          | 58,15       | John Murphy · Egyesült Államok                                                       | 58,34    | Mel Nash · Egyesült Államok                                                         | 58,38    |
| 200 m-es hátúszás       | Verrasztó Zoltán · Magyarország                                               | 2:05,05     | Mark Tonelli · Ausztrália                                                            | 2:05,78  | Paul Hove · Egyesült Államok                                                        | 2:06,49  |
|                         |                                                                               |             |                                                                                      |          |                                                                                     |          |
| 100 m-es mellúszás      | David Wilkie · Egyesült Királyság                                             | 1:04,26     | Tagucsi Nobutaka · Japán                                                             | 1:05,04  | David Leigh · Egyesült Királyság                                                    | 1:05,32  |
| 200 m-es mellúszás      | David Wilkie · Egyesült Királyság                                             | 2:18,23 CR  | Rick Colella · Egyesült Államok                                                      | 2:21,60  | Nikolay Pankin · Szovjetunió                                                        | 2:21,75  |
|                         |                                                                               |             |                                                                                      |          |                                                                                     |          |
| 100 m-es pillangóúszás  | Greg Jagenburg · Egyesült Államok                                             | 55,63 CR    | Roger Pyttel · NDK                                                                   | 56,04    | Bill Forrester · Egyesült Államok                                                   | 56,07    |
| 200 m-es pillangóúszás  | Bill Forrester · Egyesült Államok                                             | 2:01,95 CR  | Roger Pyttel · NDK                                                                   | 2:02,22  | Brian Brinkley · Egyesült Királyság                                                 | 2:02,47  |
|                         |                                                                               |             |                                                                                      |          |                                                                                     |          |
| 200 m-es vegyesúszás    | Hargitay András · Magyarország                                                | 2:07,72 CR  | Steve Furniss · Egyesült Államok                                                     | 2:07,75  | Andrei Smirnov · Szovjetunió                                                        | 2:08,52  |
| 400 m-es vegyesúszás    | Hargitay András · Magyarország                                                | 4:32,57     | Andrei Smirnov · Szovjetunió                                                         | 4:35,64  | Hans-Joachim Geisler · NSZK                                                         | 4:36,40  |
|                         |                                                                               |             |                                                                                      |          |                                                                                     |          |
| 4x100 m-es gyorsváltó   | Egyesült Államok · Bruce Furniss · Jim Montgomery · Andy Coan · John Murphy   | 3:24,85 WR  | NSZK · Klaus Steinbach · Dirk Braunleder · Kersten Meier · Peter Nocke               | 3:29,55  | Olaszország · Roberto Pangaro · Paolo Barelli · Claudio Zei · Marcello Guarducci    | 3:31,85  |
| 4x200 m-es gyorsváltó   | NSZK · Klaus Steinbach · Werner Lampe · Hans Joachim Geissler · Peter Nocke   | 7:39,44     | Egyesült Királyság · Alan McClatchey · Gary Jameson · Gordon Downie · Brian Brinkley | 7:42,55  | Szovjetunió · Alexandre Samsonov · Anatoli Ribakov · Viktor Aboimov · Andrei Krilov | 7:43,58  |
| 4x100 m-es vegyes váltó | Egyesült Államok · John Murphy · Rick Colella · Gregory Jagenburg · Andy Coan | 3:49,00 CR  | NSZK · Klaus Steinbach · Walter Kusch · Michael Kraus · Peter Nocke                  | 3:51,85  | Egyesült Királyság · James Carter · David Wilkie · Brian Brinkley · Gordon Downie   | 3:52,80  |

#### Női
| Versenyszám             | Arany                                                                     | Arany      | Ezüst                                                                                | Ezüst   | Bronz                                                                  | Bronz   |
| ----------------------- | ------------------------------------------------------------------------- | ---------- | ------------------------------------------------------------------------------------ | ------- | ---------------------------------------------------------------------- | ------- |
| 100 m-es gyorsúszás     | Kornelia Ender · NDK                                                      | 56,50 CR   | Shirley Babashoff · Egyesült Államok                                                 | 57,81   | Enith Brigitha · Hollandia                                             | 58,20   |
| 200 m-es gyorsúszás     | Shirley Babashoff · Egyesült Államok                                      | 2:02,50 CR | Kornelia Ender · NDK                                                                 | 2:02,69 | Enith Brigitha · Hollandia                                             | 2:03,92 |
| 400 m-es gyorsúszás     | Shirley Babashoff · Egyesült Államok                                      | 4:16,87 CR | Jenny Turrall · Ausztrália                                                           | 4:17,88 | Kathy Heddy · Egyesült Államok                                         | 4:18,03 |
| 800 m-es gyorsúszás     | Jenny Turrall · Ausztrália                                                | 8:44,75 CR | Heather Greenwood · Egyesült Államok                                                 | 8:48,88 | Shirley Babashoff · Egyesült Államok                                   | 8:53,22 |
|                         |                                                                           |            |                                                                                      |         |                                                                        |         |
| 100 m-es hátúszás       | Ulrike Richter · NDK                                                      | 1:03,30 CR | Birgit Treiber · NDK                                                                 | 1:04,34 | Nancy Garapick · Kanada                                                | 1:04,73 |
| 200 m-es hátúszás       | Birgit Treiber · NDK                                                      | 2:15,46 WR | Nancy Garapick · Kanada                                                              | 2:16,09 | Ulrike Richter · NDK                                                   | 2:18,76 |
|                         |                                                                           |            |                                                                                      |         |                                                                        |         |
| 100 m-es mellúszás      | Hannelore Anke · NDK                                                      | 1:12,72 CR | Wijda Mazereeuw · Hollandia                                                          | 1:14,29 | Marcia Morey · Egyesült Államok                                        | 1:15,00 |
| 200 m-es mellúszás      | Hannelore Anke · NDK                                                      | 2:37,25 CR | Wijda Mazereeuw · Hollandia                                                          | 2:37,50 | Karla Linke · NDK                                                      | 2:38,28 |
|                         |                                                                           |            |                                                                                      |         |                                                                        |         |
| 100 m-es pillangóúszás  | Kornelia Ender · NDK                                                      | 1:01,24 WR | Rosemarie Kother · NDK                                                               | 1:01,80 | Camille Wright · Egyesült Államok                                      | 1:02,79 |
| 200 m-es pillangóúszás  | Rosemarie Kother · NDK                                                    | 2:13,82    | Valerie Lee · Egyesült Államok                                                       | 2:14,89 | Gabriele Wuschek · NDK                                                 | 2:15,96 |
|                         |                                                                           |            |                                                                                      |         |                                                                        |         |
| 200 m-es vegyesúszás    | Kathy Heddy · Egyesült Államok                                            | 2:19,80 CR | Ulrike Tauber · NDK                                                                  | 2:20,40 | Angela Franke · NDK                                                    | 2:20,81 |
| 400 m-es vegyesúszás    | Ulrike Tauber · NDK                                                       | 4:52,76 CR | Karla Linke · NDK                                                                    | 4:57,83 | Kathy Heddy · Egyesült Államok                                         | 5:00,46 |
|                         |                                                                           |            |                                                                                      |         |                                                                        |         |
| 4x100 m-es gyorsváltó   | NDK · Kornelia Ender · Barbara Krause · Claudia Hempel · Ute Brückner     | 3:49,37 WR | Egyesült Államok · Katherine Heddy · Karen Reeser · Kelly Powell · Shirley Babashoff | 3:50,74 | Kanada · Gail Amaundrud · Jill Quick · Rebecca Smith · Ann Jardin      | 3:53,37 |
| 4x100 m-es vegyes váltó | NDK · Ulrike Richter · Hannelore Anke · Rosemarie Kother · Kornelia Ender | 4:14,74 CR | Egyesült Államok · Linda Jazek · Marcia Morey · Camille Wright · Shirley Babashoff   | 4:20,47 | Hollandia · Paula Eijk · Wanda Mazereeuw · Jose Damen · Enith Brigitha | 4:21,45 |

### Műugrás

#### Férfi
| Versenyszám         | Arany                         | Arany  | Ezüst                           | Ezüst  | Bronz                             | Bronz  |
| ------------------- | ----------------------------- | ------ | ------------------------------- | ------ | --------------------------------- | ------ |
| 3 m-es műugrás      | Phil Boggs · Egyesült Államok | 597,12 | Klaus Dibiasi · Olaszország     | 588,21 | Vyacheslav Strakhov · Szovjetunió | 577,59 |
| 10 m-es toronyugrás | Klaus Dibiasi · Olaszország   | 547,98 | Nikolay Mikhailin · Szovjetunió | 532,95 | Carlos Girón · Mexikó             | 529,71 |

#### Női
| Versenyszám         | Arany                        | Arany  | Ezüst                           | Ezüst  | Bronz                              | Bronz  |
| ------------------- | ---------------------------- | ------ | ------------------------------- | ------ | ---------------------------------- | ------ |
| 3 m-es műugrás      | Irina Kalinina · Szovjetunió | 489,81 | Tatyana Bolynkina · Szovjetunió | 473,37 | Christine Loock · Egyesült Államok | 466,92 |
| 10 m-es toronyugrás | Janet Ely · Egyesült Államok | 403,89 | Irina Kalinina · Szovjetunió    | 387,99 | Ulrika Knape · Svédország          | 387,90 |

### Szinkronúszás
| Versenyszám | Arany                                            | Arany   | Ezüst                                 | Ezüst   | Bronz                                           | Bronz   |
| ----------- | ------------------------------------------------ | ------- | ------------------------------------- | ------- | ----------------------------------------------- | ------- |
| Egyéni      | Gail Buzonas (Johnson) · Egyesült Államok        | 133,083 | Sylvie Fortier · Kanada               | 130,866 | Unezaki Jaszuko · Japán                         | 126,616 |
| Páros       | Egyesült Államok · Robin Curren · Amanda Norrish | 129,433 | Kanada · Carol Stewart · Laura Wilkin | 127,733 | Japán · Fudzsivara Maszako · Fudzsivara Jaszuko | 126,099 |
| Csapat      | Egyesült Államok                                 | 128,812 | Kanada                                | 125,129 | Japán                                           | 123,691 |

### Vízilabda
| Versenyszám | Arany | Ezüst | Bronz |
| ----------- | --- | --- | --- |
| Vízilabda   | Szovjetunió | Magyarország | Olaszország |
| Vízilabda   | - Alekszej Barkalov - Alekszandr Dolgusin - Alekszandr Dreval - Szergej Gorskov - Alekszandr Kabanov - Anatolij Klebanov - Nyikolaj Melnyikov - Alekszandr Rogyionov - Vitalij Romancsuk - Vitalij Rozskov - Alekszandr Zaharov | - Bodnár András - Csapó Gábor - Cservenyák Tibor - Faragó Tamás - Görgényi István - Horkai György - Konrád Ferenc - Magas István - Molnár Endre - Sárosi László - ifj. Szívós István | - Alberto Alberani - Silvio Baracchini - Luigi Castagnola - Roberto Castagnola - Vincenzo D'Angelo - Gianni De Magistris - Marcello Del Duca - Alessandro Ghibellini - Roldano Simeoni - Sante Marsili - Mario Scotti-Galletta |